# Олексіївка (Гайсинський район)
Олексі́ївка — село в Україні, у Дашівській селищній громаді Гайсинського району Вінницької області. Розташоване за 36 км на південний схід від міста Іллінці. Населення становить 4 особи (станом на 1 січня 2018 р.).

## Історія
7 (20) листопада 1917 року, відповідно до Третього Універсалу Української Центральної Ради, увійшло до складу Української Народної Республіки.
12 червня 2020 року, відповідно розпорядження Кабінету Міністрів України № 707-р «Про визначення адміністративних центрів та затвердження територій територіальних громад Вінницької області», село увійшло до складу Дашівської міської громади.
19 липня 2020 року, в результаті адміністративно-територіальної реформи і ліквідації Іллінецького району, село увійшло до складу Гайсинського району.

## Населення

### Мова
Розподіл населення за рідною мовою за даними перепису 2001 року:
| Мова       | Кількість | Відсоток |
| ---------- | --------- | -------- |
| українська | 12        | 100%     |

## Галерея

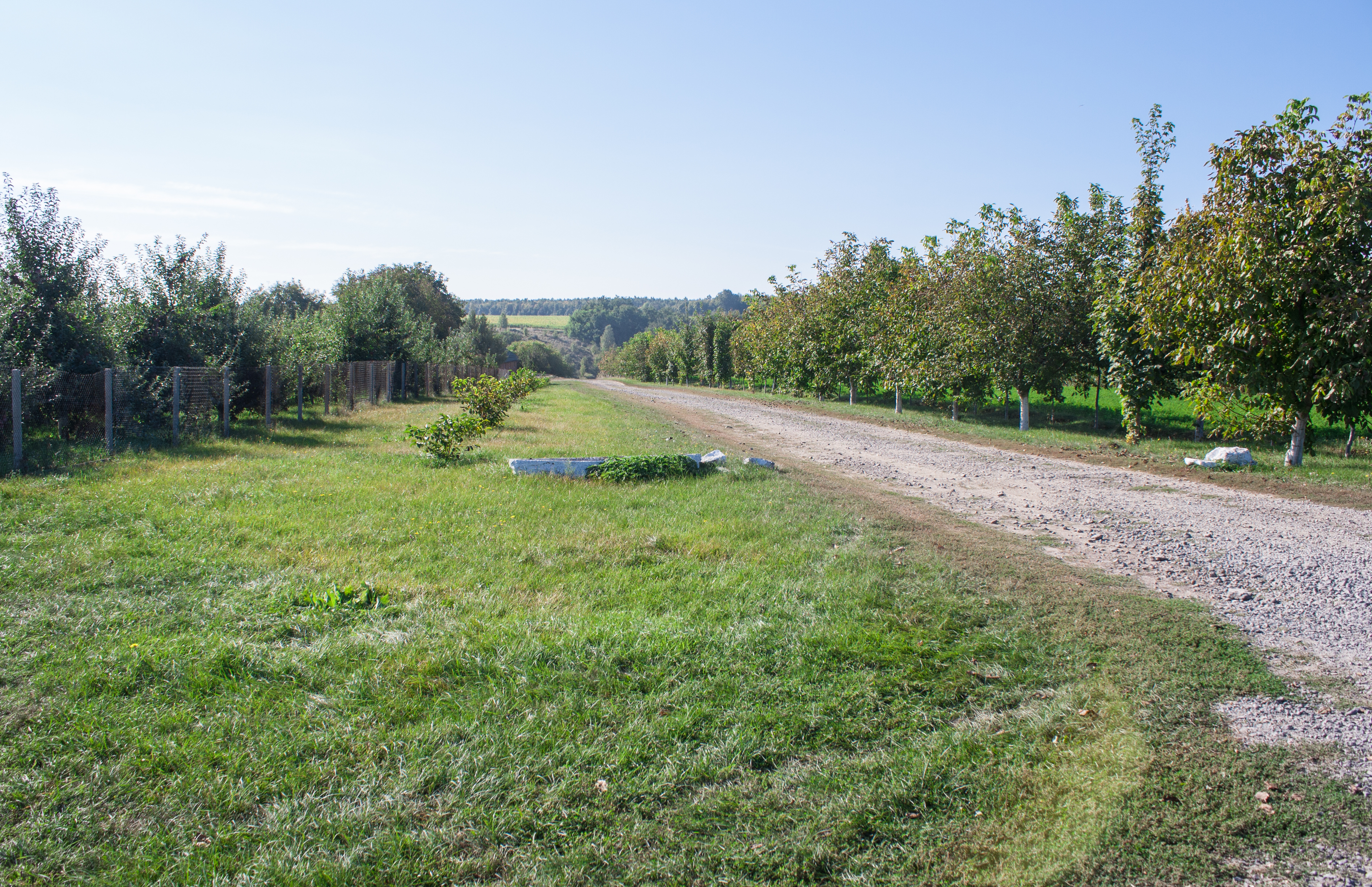
В'їзд у село
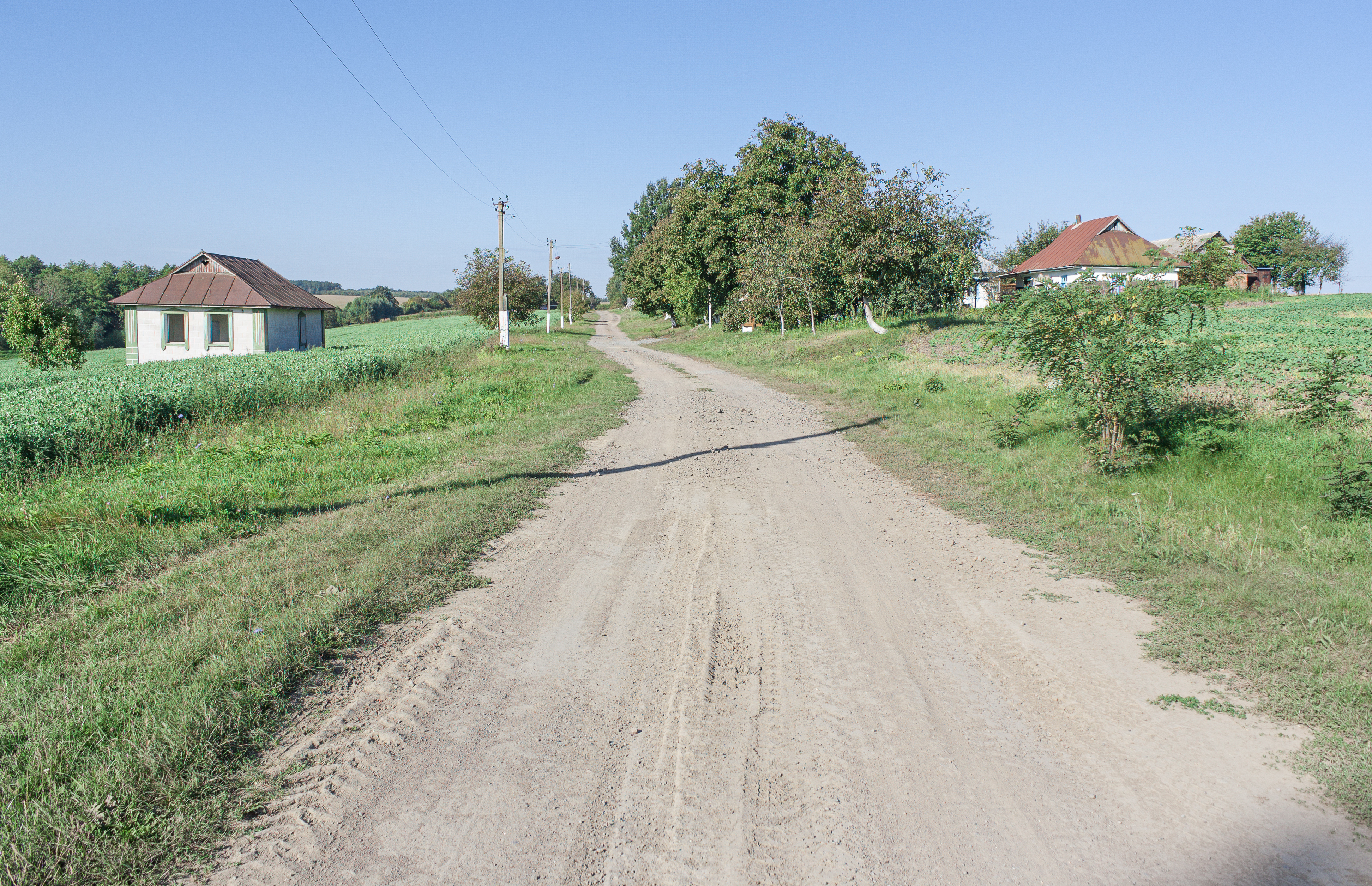
Вулиця
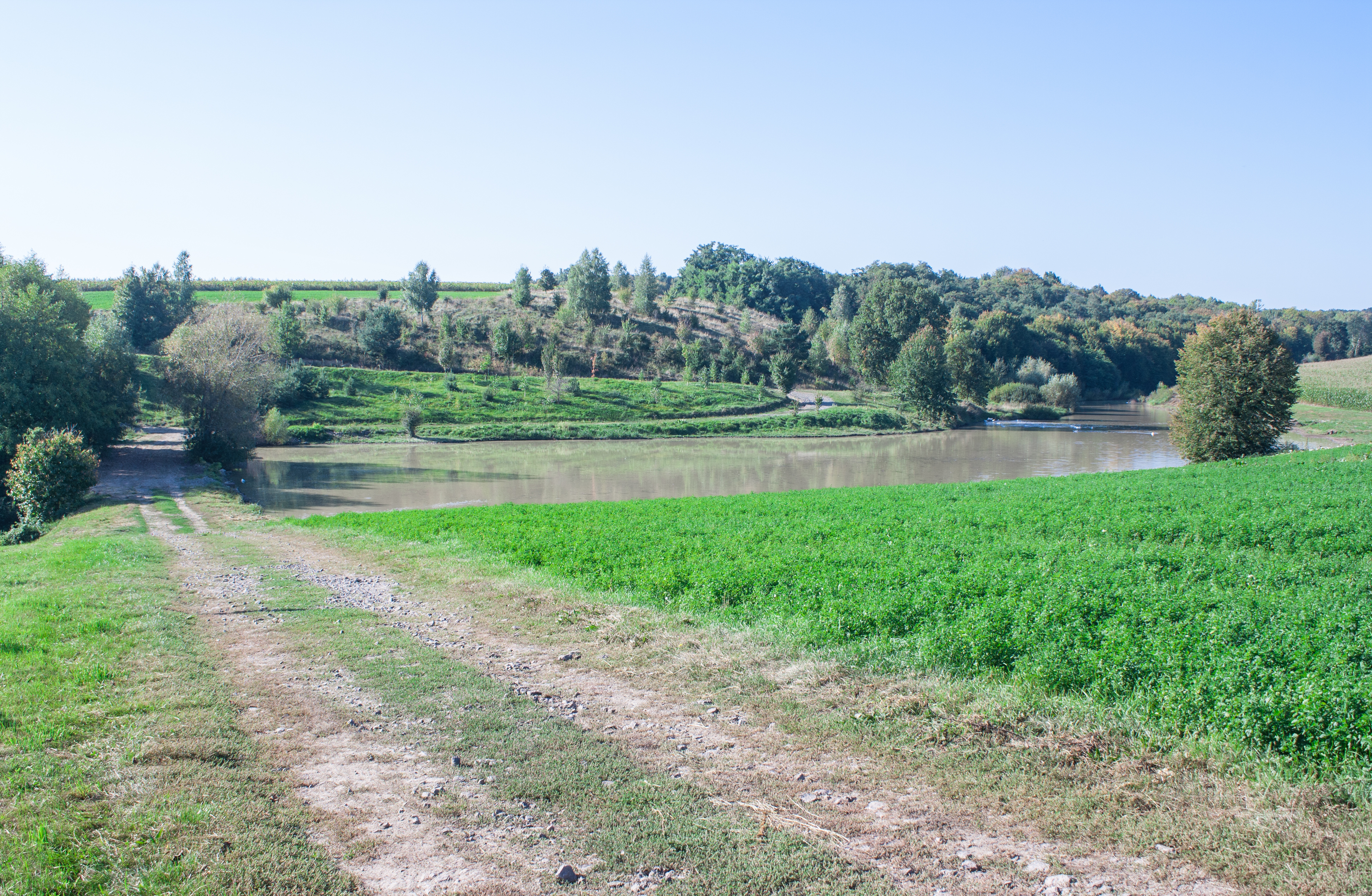
Ставок